# Čirkin Polje
Čirkin Polje (cyr. Чиркин Поље) – wieś w Bośni i Hercegowinie, w Republice Serbskiej, w mieście Prijedor. W 2013 roku liczyła 2500 mieszkańców.